# Arcturus primus
Arcturus primus is een pissebed uit de familie Arcturidae. De wetenschappelijke naam van de soort is voor het eerst geldig gepubliceerd in 1980 door Mezhov.